# Olavi J. Mattila

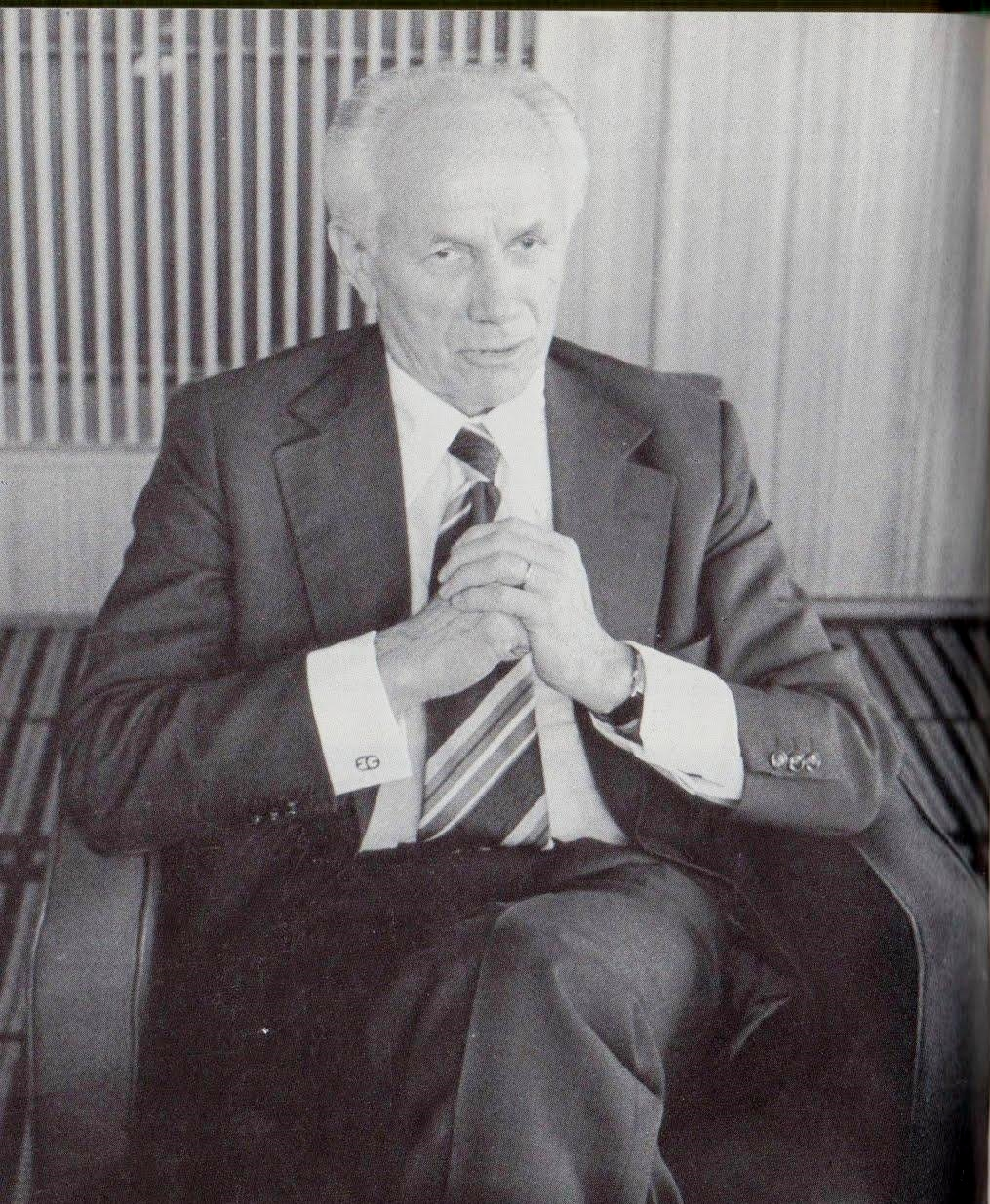
Olavi J. Mattila

Olavi Johannes Mattila, född 24 oktober 1918 i Hyvinge, död 4 augusti 2013 i Hyvinge, var en finländsk politiker, diplomat och företagsledare. Han var Finlands utrikesminister i två ämbetsmannaregeringar på 1970-talet och chef för Valmet 1965–1973. Hederstiteln minister tilldelades Mattila år 1968.
Mattila var ambassadsekreterare i Buenos Aires 1957–1960 och arbetade därefter som tjänsteman på handels- och industriministeriet. Mellan 1963 och 1964 var han även opolitisk handels- och industriminister. Mattila gick inte med i något politiskt parti men kom att stå Urho Kekkonen och Centerpartiet mycket nära.
I regeringen Aura I var han handels- och industriminister på nytt 1970–1971. Utrikesminister var han för första gången i regeringen Aura II 1971–1972 med repris i regeringen Liinamaa från juni till november 1975. I den sistnämnda regeringen var han dessutom statsministerns ställföreträdare (vice statsminister).
Förutom för ställningen som chef för Valmet var Mattila även styrelseordförande för Enso-Gutzeit.